# Platja de s'Estanyol
La platja de s'Estanyol està situada al sud-est del municipi de Santa Eulària a l'illa d'Eivissa.

## Característiques
La platja té una longitud d'uns 40 m i una amplada de 10 m. L'arena és blanca barrejada amb pedres. Aigües clares i fons pedregós.
Es tracta d'un meravellós lloc per als qui els agraden les excursions a peu. En aquesta platja, l'ambient és molt tranquil i la gent és molt respectuosa.
Esta platja conté una serra petita de muntanyes i la seva vegetació és molt abundant i amb un nivell molt alt de neteja.
L'accés és un poc més difícil perquè el camí no està asfaltat i, per tant, la gent que té cotxes no poden anar amb aquests fàcilment i han d'anar a peu de vegades un tros del camí.

## Com arribar-hi
Per arribar, s'ha d'agafar la C-733 fins al desviament de Jesús. Allí, s'ha d'agafar el desviament a platja de s'Estanyol.